# Montageplanung
Unter dem Begriff Montageplanung werden Methoden zur Gestaltung und Strukturierung der Prozesse eines Montagesystems und der Montagelinie zusammengefasst. Ziel dabei ist die Erreichung minimaler Montagestückkosten.
Die Montage ist das Kerngeschäft vieler Unternehmen. Die größtenteils hier stattfindende Wertschöpfung sollte optimal geplant sein und nicht durch Verschwendungen geschmälert werden. Der Anteil der Montage an der Gesamtfertigungszeit beträgt im Maschinenbau und im Fahrzeugbau ca. 20–50 %.
Unter Beachtung der Rahmenbedingungen wie Taktzeit, Stückzahl, Neu- oder Umbauplanung und weiterer Restriktionen im Montageablauf gibt die Montageplanung ein umfassendes Bild über die vorherrschenden Prozesse.

## Definition
Die Tätigkeit des Montierens setzt sich nach DIN-Normen und VDI-Richtlinien in die Teilaufgaben Fügen, Handhaben, Kontrollieren, Justieren und Sonderoperationen zusammen. Bei der Montage wird ein Produkt höherer Komplexität mit vorgegebenen Funktionen in einer bestimmten Zeit zusammengebaut.
Bei der Planung und Gestaltung eines Montagesystems für ein bestimmtes Produkt werden die Arbeitsinhalte in Abhängigkeit von Mengen, Varianten, erforderlichen Technologien und Betriebsmitteln sowie nach organisatorischen und ergonomischen Kriterien systematisch strukturiert.

## Aufgabe und Ziel
Aufgrund der starken Wettbewerbssituation müssen Unternehmen zunehmend große Produktspektren mit geringen Losgrößen und kurzen Lebenszyklen abdecken und dabei die Herstellungskosten gering halten, um konkurrenzfähig zu bleiben. Montagesysteme müssen somit nach folgenden Kriterien ausgerichtet sein:
- Flexibilität: das System soll flexibel sein hinsichtlich Produkt (Typen, Stückzahlen) und Erweiterungen (Stationen, Linien, Umbauten)
- Wiederverwendbarkeit und Modularität: die Anlage sollte aus standardisierten Teilen bestehen, um eine nachfolgende Nutzung zu ermöglichen
- Späte Variantenbildung: Nutzung standardisierter Teile und Baukastenprinzipien
- Schnelle Erreichung der Planstückzahl: sowohl bei Anlauf als auch bei Umstellung der Fertigung
- Reduzierung der Montagestückkosten: Investitionen und Personalkosten
- Planung der Teilebereitstellung und -zuführung: die Bereitstelllogistik kann aufgrund der Variantenvielfalt und der Anforderungen zum Engpass werden

Grundsätzliche Anforderungen an das Montagesystem, wie Wirtschaftlichkeit, Ergonomie und Energieeffizienz sind zu erfüllen. Es wird deutlich, dass die Montageplanung neben der reinen Planung des Montageprozesses auch die Planung des gesamten Montagesystems inklusive konkreter Arbeitsschritte und Betriebsmittel umfasst.

## Vorgehensweise der Montageplanung
Der Prozess der Montageplanung läuft iterativ ab. In den Iterationsschleifen werden die Planung und die benötigten Informationen zunehmend detaillierter, die Auswertemöglichkeiten steigen und die Planung wird optimiert.

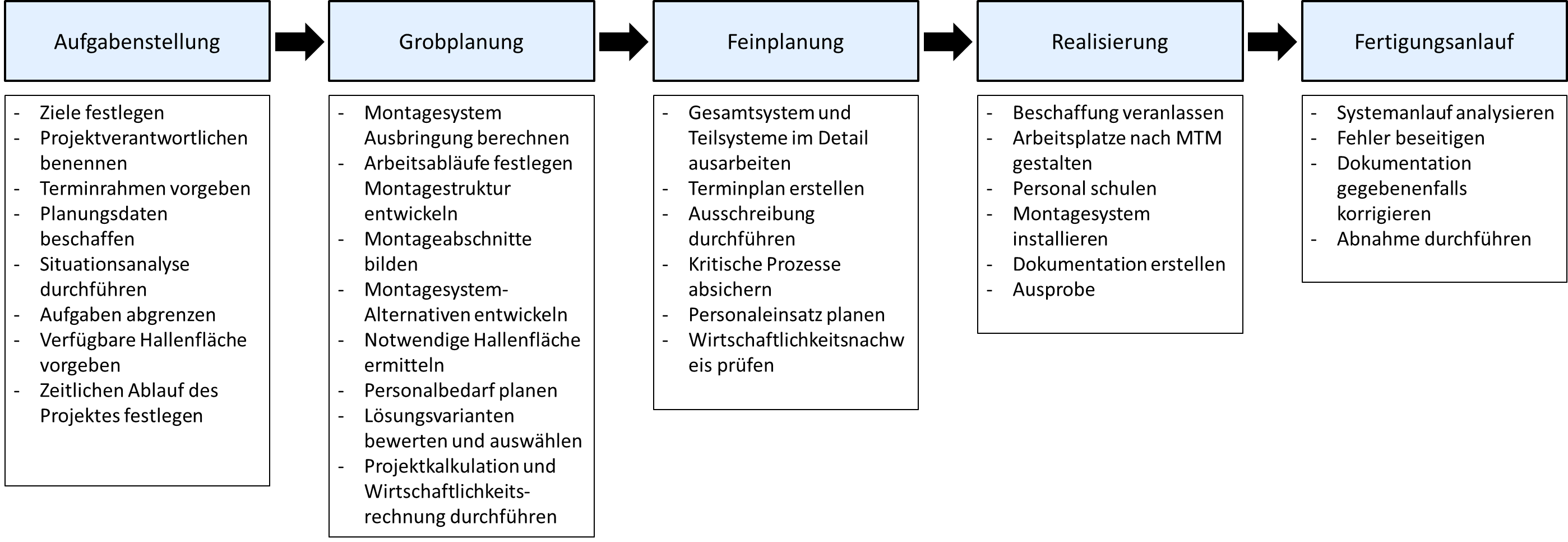
Phasen der Montageplanung. Eigene Darstellung in Anlehnung an Konold und Reger 2003, S. 31–32

Das Montageplanungsprojekt gliedert sich produktunabhängig in eine feste Struktur. Die Schritte im Vorgehensmodell der Montageplanung sind nicht sequentiell zu befolgen. Parallele und wiederholte Durchläufe der einzelnen Prozessschritte ergeben sich durch den iterativen Ansatz. Innerhalb des Planungsprozesses kann es immer wieder zu Rückkopplungen auf andere Teilprozesse kommen, da sich die Prozessschritte vielfach gegenseitig beeinflussen (siehe Abbildung Vorgehensmodell).
Zunächst werden Planungsprämissen und Ziele definiert. Ein maßgeblicher Faktor für die Auslegung der Montage ist die angestrebte Ausbringung (Einheiten/Jahr) und die sich daraus ermittelbare Taktzeit des Gesamtmontagesystems. Nach Festlegung der Montagesequenz werden Betriebsmittel, Qualitätskriterien und deren Überprüfung sowie Zeitaufwände und Investitionskosten geplant. Ein Montagesystem mit einer Stationsaufteilung wird in einem Layout abgebildet. Erste Lösungskonzepte für Sonderwerkzeuge und Anlagen entstehen. Weiterhin kann die Planung durch 3D-Simulationen und Materialflusssimulationen unterstützt werden.
Eine erste grobe Planung wird im Projektverlauf detailliert und in eine Feinplanung überführt. Ergebnisse werden in einem Pflichtenheft festgehalten, was auch eine direkte Anfrage bei Lieferanten von Montageanlagen ermöglicht.  Weiterhin können die Phasen der Realisierung und der Anlaufbetreuung Bestandteil des Montageplanungsprojekts sein.